# Valdemaqueda
Valdemaqueda è un comune spagnolo di 611 abitanti situato nella comunità autonoma di Madrid.